# 氧杂氮杂环丙烯
氧杂氮杂环丙烯是一种杂环分子，化学式为CHNO。它非常不稳定，其化学性质很少被报道，只作为反应中间体有所报道。如它的苯基衍生物是相应酰基叠氮化物光解的中间体，并会迅速重排为氰酸酯和异氰酸酯。